# Уткин, Анатолий Иванович (историк, 1944—2020)
Анато́лий Ива́нович У́ткин (5 июня 1944, Москва — 21 июня 2020, там же) — советский и российский историк в области политической истории России. Доктор исторических наук (1990), профессор (1994). Заведующий кафедрой истории ИППК МГУ.

## Биография
Родился 5 июня 1944 года в Москве. Из семьи рабочих.
В 1971 году окончил исторический факультет МГУ имени М. В. Ломоносова.
В 1975 году в МГУ защитил диссертацию на соискание учёной степени кандидата исторических наук. Тема — «Московские рабочие в годы реакции (1907—1910 гг.)».
С 1975 по 1977 год — преподаватель Московского инженерно-физического института, в 1977 по 1983 год — доцент, в 1983—1984 годы — заведующий кафедрой истории Всесоюзного заочного финансово-экономического института.
С 1984 по 1987 год — доцент Института повышения квалификации преподавателей общественных наук МГУ.
В 1987—1988 году — заведующий отделом редакции журнала «Вопросы истории КПСС».
В 1988—1991 год — доцент Академии общественных наук при ЦК КПСС.
В 1990 году в АОН при ЦК КПСС защитил диссертацию на соискание учёной степени доктора исторических наук. Тема — «Руководство партией большевиков революционной борьбой рабочего класса России между двумя буржуазно-демократическими революциями (июнь 1907 — февраль 1917 гг.)».
С 1992 по 1994 год — профессор Московского экстерного гуманитарного университета (МЭГУ).
С 1994 по 2013 год — профессор, заместитель заведующего кафедрой, заведующий кафедрой истории ИППК МГУ.
С 2013 по 2019 год — профессор Московского государственного гуманитарно-технологического университета (Орехово-Зуево).
Учёное звание — доцент, профессор (1994).
Скончался в Москве 21 июня 2020 года от COVID-19. Похоронен в Люберцах.

## Область научных интересов
История России XIX—XX веков, историография, методология, экономическая, социальная, политическая история, история культуры и общественной мысли, история революционного движения, историческая биография.

## Основные труды
- Перечень учебников и монографий А. И. Уткина в наукометрической базе МГУ «ИСТИНА»
- Булдаков В. П., Корелин А. П., Уткин А. И. Пролетариат в трёх российских революциях. Книга для учителя. М.: Просвещение, 1987.